# Serghei Rogaciov
Serghei Ivanovich Rogaciov es un exjugador de fútbol de Moldavia que jugaba como delantero.

## Trayectoria
| Años      | Club                         | País       | Partidos jugados | Goles* |
| --------- | ---------------------------- | ---------- | ---------------- | ------ |
| 1993      | Cristalul Făleşti            | Moldavia   | 12               | 2      |
| 1994-1996 | FC Olimpia Bălţi             | Moldavia   | 75               | 64     |
| 1997      | Constructorul Chişinău       | Moldavia   | 4                | 2      |
| 1997-1998 | FC Olimpia Bălţi             | Moldavia   | 13               | 15     |
| 1998-2000 | FC Sheriff Tiraspol          | Moldavia   | 58               | 41     |
| 2000-2005 | FC Saturn Moskovskaya Oblast | Rusia      | 114              | 32     |
| 2000      | → Saturn B Moscow Oblast     | Rusia      | 2                | 0      |
| 2006-2007 | FC Aktobe                    | Kazajistán | 57               | 32     |
| 2008      | FC Ural Ekaterimburgo        | Rusia      | 25               | 5      |
| 2009      | FC Olimpia Bălţi             | Moldavia   | 13               | 6      |
| 2010      | FC Dynamo San Petersburgo    | Rusia      | 0                | 0      |

* Únicamente se incluyen los goles marcados en liga.
Rogaciov ha jugado con la Selección de Moldavia un total de 52 partidos (entre 1996-2007), incluyendo 9 partidos en la Clasificación de UEFA para la Copa Mundial de Fútbol de 2006 y 6 partidos en la Clasificación para la Eurocopa 2008, donde marcó 9 goles.